# Réserve de faune de Siankadougou
La réserve de faune de Siankadougou est située dans le cercle de Bougouni, région de Sikasso au Mali. Créé par décret le 30 novembre 1954, elle couvre une superficie de 6 000 hectares.